# Rodney King
Rodney Glen King, född 2 april 1965 i Sacramento, Kalifornien, död 17 juni 2012 i Rialto, San Bernardino County, Kalifornien, var en amerikansk taxiförare som blev känd som offer för polisbrutalitet när han, under en permission från ett fängelsestraff för rån, den 3 mars 1991 blev brutalt nedslagen av ett antal poliser från Los Angeles Police Department (LAPD).
Videoupptagningen av misshandeln av King ledde, efter en friande dom av polismännen, till kravallerna i Los Angeles 1992.

## Bakgrund
En förbipasserande, George Holliday, spelade in mycket av händelsen på avstånd med en videokamera.
Filmen visar hur polismännen upprepade gånger slår King med sina batonger samtidigt som andra poliser står runt omkring utan att ingripa. En del av filmen visades senare av nyhetsmedia runt om i världen. I Los Angeles resulterade detta i spänningar mellan den svarta befolkningen och LAPD och ökade på ilskan över sociala orättvisor och polisbrutalitet.
Fyra av polismännen blev sedermera åtalade för misshandeln i en delstatlig domstol, men samtliga friades. Den friande domen blev startskottet för kravallerna i Los Angeles 1992. I en senare federal rättegång för brott mot medborgerliga rättigheter blev två av polismännen dömda till fängelse medan de två andra friades.
I maj 2008 lade King in sig på avvänjningskliniken Pasadena Recovery Center i Pasadena, Kalifornien för sin svåra alkoholism, vilket filmades som en del i den andra säsongen av TV-serien Celebrity Rehab with Dr. Drew.